# Église Saint-Rémy de Neuville-Saint-Rémy
Pour les articles homonymes, voir Église Saint-Rémi.
L'église Saint-Rémy est l'église catholique de Neuville-Saint-Rémy dans la banlieue de Cambrai (département du Nord). Elle dépend de l'archidiocèse et du doyenné de Cambrai. L'église est dédiée à saint Rémy.

## Histoire
Avec l'afflux de population ouvrière au milieu du XIXe siècle à Cambrai, l'église du village devient trop petite. En 1867, l'église est donc démolie pour en construire une plus grande et plus belle, rue de Lille. Une souscription est lancée par l'abbé Ducatez. Elle est terminée en 1869. L'église est fortement endommagée pendant la guerre de 1914-1918 par un obus qui crève la toiture et brise les vitraux, puis un violent orage la frappe en 1924. L'église restaurée, avec des vitraux à l'identique, est bénie le 24  mars 1929 par le vicaire général, le chanoine Arnould.
Aujourd'hui l'église est l'une des huit églises-relais de la paroisse Saint-Géry-Saint-Vaast de Cambrai. Elle dessert les villages de Neuville-Saint-Rémy (près de 3 800 habitants), Tilloy-lez-Cambrai (624 habitants), et le quartier de Morenchies de Cambrai (4 500 habitants). La messe n'y a plus lieu que les dimanches des mois pairs et tous les vendredis à 9 heures.

## Description
L'architecte Duvivier commence la construction, puis après sa mort Henri de Baralle est l'auteur du clocher, du porche et du chœur. La nouvelle église néogothique de briques et à encorbellements de pierre mesure 37,75 mètres de longueur pour 14 mètres de largeur. Les voûtes de la grande nef s'élèvent à 12,20 mètres et celles des bas-côtés à 8 mètres. La tour du clocher a 27 mètres de haut, tandis que la flèche mesure 13 mètres de hauteur. Elle est surmontée en plus d'une croix et d'un coq. Le clocher-porche est flanqué de tourelles hexagonales, typiques de la région.
Le tympan néo-gothique en pierre de taille présente un christ en majesté, entouré des symboles des quatre Évangélistes.